# الطيار (تمر)
الطيار هو رطب ينتج في محافظة الأحساء في المنطقة الشرقية في المملكة العربية السعودية.

## الوصف
يعتبر رطب الطيار من أول الأصناف جني في محافظة الأحساء، ويستمر لمدة من 11 إلي 15 يوم، يحصد محصول الطيار في الأيام الأولي من شهر يونيو، بالتحديد اليوم العاشر من شهر يونيو، حيث يقدر عدد نخيل أصناف الرطب من 3% إلي 5% من نخيل الأحساء، ويتراوح إنتاج نخيل الأحساء من الثمار من 120 إلي 150 ألأف طن، فيما يمثل صنف الطيار في الأحساء بثلاثة الاف نخلة بنسبة تقدر ب1%، حيث يقع صنف الطيار في المركز 12 من حيث جودة أصناف الرطب حيث يتصدر صنف خلاص الجودة، حيث يفضل أكله رطبًا. يتبع صنف الطيار من الأصناف المبكرة الغز والمجناز، ثم يظهر الأصناف المتوسطة، ثم يظهر الأصناف المتاخرة. وعند ظهور صنف الطيار يظهر بكميات قليلة ثم يتوافر كميات كبيرة منه. وتلعب درجة الحرارة دورًا هامًا في سرعة النضوج المبكر للرطب.

## أهمية
يُعتبر رطب الطيار بالنسبة لمزارعين التباشير الأولى أو البواكير، بعد العديد من المراحل مثل مرحلة التسميد، والتكريب، والبطاط، والتلقيح، وخف الثمار، ومرحلة التدلية لسحب العذوق.

## فوائد الرطب
يحتوي الرطب على العديد من الفيتامينات، والمعادن، والبروتينات، والألياف الغذائية، والكربوهيدرات، ويمد الرطب الجسم بالسعرات الحرارية.